# 海豚座γ
海豚座γ，拉丁化的名稱是γ Delphini，是在海豚座的一顆聯星，與地球的距離是101光年。這顆恆星標示著約伯的棺材一角。它是天空中著名的聯星之一，由4等的橙色次巨星瓠瓜二和5等的黃-白矮星瓠瓜增七組成。

## 恆星成員
瓠瓜增七（海豚座γ1）是一顆視星等5.14，光譜類型為"F7V"的黃-白矮星，亮度為太陽的7倍。瓠瓜二（海豚座γ2）是一顆橙色的次巨星，光譜類型為"K1IV"，視星等4.27，亮度為太陽的20.6倍。肉眼不能区分两颗恒星，综合的视星等为4等。

## 行星系？
早在1999年就推斷瓠瓜二這顆已演化為橙次巨星的周圍有行星做伴。這一顆行星的質量至少是0.7木星質量，軌道週期為1.44年，與母恆星相距1.5天文單位（約為火星至太陽的距離）。
到目前為止，這顆候選的行星尚未得到證實。麥克唐納天文台的研究為圍繞瓠瓜二的潛在行星設定了質量的極限值。
| b (未确认) | ≥0.7 MJ | 1.5 | 525.6 | ? |

## 外部連結
- . California State University, Fresno.   [2008-07-02]. （原始内容存档于2020-10-03）.
- . STARS. University of Illinois.   [2017-03-29]. （原始内容存档于2021-04-15）.
- SIMBAD （页面存档备份，存于）